# 蘇珊娜·塔瑪洛
蘇珊娜·塔瑪洛（義大利語：Susanna Tamaro，1957年12月12日—），生於第里雅斯特，義大利女作家。與義大利作家斯韋沃有姻親關係（斯韋沃為塔瑪洛母親的姑丈）。

## 生平
父母離異後由外祖母扶養長大。塔瑪洛從師範專科畢業後，1976年至羅馬電影實驗學校學習電影導演，曾經為電視拍攝過幾部紀錄片。第一部文學作品《飛過星空的聲音》(, 原文意為漂浮在雲端的幻想)於1989年出版，榮獲文學獎。1991年出版第二部作品《唯有聲音》()，此本短篇作品集獲得許多重要評論家的讚譽，使塔瑪洛更確定文學寫作的志向。1994年,《依隨你心》()一書出版，成為文學界的重大盛事（兩年內銷售量即達兩百五十萬本）。此書採書信體形式寫作，女導演康門契尼(Cristina Comencini)並於1995年將此故事改編為電影。1997年出版的《親愛的瑪蒂達》()則是將原本在《基督教家庭》週刊發表的專欄集結成書。
2000年10月塔瑪洛在蘇黎世創立了慈善基金會。2003年塔瑪洛開始編寫並執導電影 。2006年塔瑪洛與創作歌手以及女作家，合作編寫一部戲劇作品。
塔瑪洛早年被診斷患有亞斯伯格症候群。

## 作品
- 穿越星空的聲音（La testa tra le nuvole,1989）
- 唯有聲音（Per voce sola,1991）
- 肥肉之心（Cuore di ciccia,1992）
- 魔術圈（Il cerchio magico,1994）
- 依隨你心（Va' dove ti porta il cuore, 1994）
- 精神世界（Anima Mundi, 1997）
- 親愛的瑪蒂達（Cara Mathilda. Lettere a un'amica,1997）
- 托比亞與天使（Tobia e l'angelo,1998）
- 回家（Verso casa, 1999）
- 紙草恐懼症（Papirofobia, 2000）
- 回答我（Rispondimi, 2001）
- 風火同生（Più fuoco più vento, 2002）
- 外（Fuori, 2003）
- 每個字都是種子（Ogni parola e` un seme, 2005）
- (Luisito. Una storia d'amore, 2008]])

## 外部連結
- 官方网站